# ヴァリス語
ヴァリスドイツ語（ヴァリスドイツ語: Wallissertitsch、標準ドイツ語: Walliserdeutsch）またはヴァルサードイツ語 (標準ドイツ語: Walserdeutsch) は、アレマン諸語のうち最高地アレマン語の一方言である。
主にスイス南部のヴァリス州、グラウビュンデン州の一部、リヒテンシュタイン公国のトリーゼンベルク、オーストリアのフォアアールベルク州などで話される。ヴァリス州以外の地域や国々で話されるヴァリスドイツ語はヴァルサードイツ語と呼ばれる。スイス国内で話されるヴァリスドイツ語やヴァルサードイツ語はスイスドイツ語方言に分類される。

## 言語名別称
- ヴァリザー語
- ヴァリザードイツ語
- 最高地アレマン語
- スイスドイツ語
- Walliser German
- Walser German
- Walserdeutsch